# 斯科爾茨瓦薩鄉
45°22′N 26°40′E / 45.367°N 26.667°E
斯科爾茨瓦薩鄉（羅馬尼亞語：Comuna Scorțoasa, Buzău），是羅馬尼亞的鄉份，位於該國東南部，由布澤烏縣負責管轄，面積96平方公里，海拔高度221米，2007年人口3,175，人口密度每平方公里33人。